# Chlamydomyces palmarum
Chlamydomyces palmarum är en svampart som först beskrevs av Mordecai Cubitt Cooke, och fick sitt nu gällande namn av E.W. Mason 1928. Chlamydomyces palmarum ingår i släktet Chlamydomyces, divisionen sporsäcksvampar och riket svampar.   Inga underarter finns listade i Catalogue of Life.